# (301) Bavaria
(301) Bavaria és un asteroide pertanyent al cinturó exterior d'asteroides descobert el 16 de novembre de 1890 per Johann Palisa des de Viena.